# Huetia leucorhina
La talpa dorata del Congo (Huetia leucorhina) è un mammifero della famiglia dei Crisocloridi, diffuso in Africa Centrale (Repubblica Centrafricana, Camerun, Congo, Repubblica Democratica del Congo, Angola).
Vive nelle foreste tropicali e subtropicali, anche se si spinge nei terreni coltivati, nei pascoli e nei giardini delle case.
Inizialmente, venne ascritta al genere Chlorotalpa col nome di Chlorotalpa leucorhina (Huet, 1885).